# Jagged Point (Südgeorgien)
Der Jagged Point (englisch für Zerklüftete Spitze) ist eine Landspitze an der Nordküste Südgeorgiens im Südatlantik. Sie liegt südwestlich des Black Head am Westufer der Possession Bay.
Wissenschaftler der britischen Discovery Investigations kartierten sie 1930 und benannten sie deskriptiv.